# Felix Sellier
Félix Sellier, nacido el 2 de enero de 1893 en Spy y fallecido el 16 de abril de 1965 en Gembloux, fue un ciclista belga. Profesional de 1920 a 1928, ganó la París-Roubaix 1925, tres etapas del Tour de Francia y fue Campeón de Bélgica en Ruta en 1923 y 1926.

## Palmarés
| 1912 - Binche-Tournai-Binche 1921 - 1 etapa del Tour de Francia 1922 - París-Bruselas - 3.º en el Tour de Francia, más 1 etapa - 3.º en el Campeonato de Bélgica en Ruta 1923 - Campeonato de Bélgica en Ruta - 1 etapa de la Vuelta a Bélgica - París-Bruselas 1924 - París-Bruselas - Vuelta a Bélgica, más 1 etapa - 2.º en el Campeonato de Bélgica en Ruta | 1925 - París-Roubaix - 1 etapa de la Vuelta al País Vasco 1926 - Campeonato de Bélgica en Ruta - 1 etapa del Tour de Francia - 1 etapa de la Vuelta a Bélgica 1928 - 2.º en el Campeonato de Bélgica en Ruta |

## Resultados en las grandes vueltas
| Carrera         | 1920 | 1921 | 1922 | 1923 | 1924 | 1925 | 1926 | 1927 | 1928 |
| --------------- | ---- | ---- | ---- | ---- | ---- | ---- | ---- | ---- | ---- |
| Giro de Italia  | -    | -    | -    | -    | -    | -    | -    | -    | -    |
| Tour de Francia | Ab.  | 16.º | 3.º  | Ab.  | Ab.  | 9º   | 5º   | -    | -    |
| Vuelta a España | X    | X    | X    | X    | X    | X    | X    | X    | X    |